# Mikołaj Kallikles
Mikołaj Kallikles – nadworny lekarz cesarza Aleksego I Komnena, profesor medycyny i poeta, żyjący w II połowie XI wieku.
Mikołaj Kallikles był nadwornym lekarzem (archíatros) cesarza Aleksego I Komnena i profesorem medycyny (didáskalos to iatrón). Jego prace z zakresu medycyny nie zachowały się. Anna Komnena wspomina w Aleksjadzie, że leczył jej ojca na podagrę i niewydolność krążenia. Kallikles tworzył również epigramy w stylu Jana Mauropusa. Często nadawał im formę dialogu, jak w epigramie, w którym rozmawiają ze sobą grób (táphos) i cudzoziemiec (ksénos). Kallikles jest autorem wzruszających epigramów na grobowiec Jerzego Paleologa, jego żony Anny Dukajny i syna, sewastosa, Andronika Dukasa, osobnego epigramu na tegoż Andronika, czy wiersza nagrobkowego na logotetę Grzegorza Kamatera. Tworzył też zręczne epigramy o tematyce dworskiej: na cesarzową Irenę, jej córkę Annę Komnenę, na krzyż wykonany z rozkazu cesarzowej Ireny i na ikony świętych. Niespecjalnie popularne za życia autora, epigramy te doczekały się wysokiej oceny w traktacie Grzegorza z Koryntu O składni (Perí syntákseos) i w kompendium Józefa Rakendytesa na przełomie XIII i XIV wieku.